# François Norguet
François Norguet (* 1929; † 19. September 2010) war ein französischer Mathematiker.
Norguet begann sein Studium in Lille bei Pierre Lelong, wo er 1949/50 als Student einen Preis erhielt. Er war Professor in Straßburg, wo er 1965 bis 1968 die Kontaktgruppe theoretische Physik zu Mathematik am Institut IRMA der Universität leitete und in den 1970er Jahren ein eigenes Seminar über Funktionen mehrerer komplexer Variabler hatte. Er löste unabhängig von Kiyoshi Oka und Hans Joachim Bremermann 1954 das n-dimensionale Levi-Problem (von Eugenio Elia Levi) zur geometrischen Charakterisierung von Holomorphiegebieten. Er arbeitete auch mit Aldo Andreotti von der Scuola Normale Superiore in Pisa zusammen (Formel von Andreotti und Norguet als Verallgemeinerung der Cauchyschen Integralformel auf mehrere komplexe Variable).
1962 hielt er einen Vortrag auf dem Internationalen Mathematikerkongress in Stockholm (Application de la theorie des residus).
Er starb am 19. September 2010.

## Schriften
- Sur les domaines de holomorphie des fonctions uniformes des plusieurs variables complexes (passage du local a global), Bulletin Soc.Math. de France, Bd.82, 1954, S.137-159 (Levi-Problem)
- Problème de Levi et plongement des variétés analytiques réelles, Exposé Nr. 173, Seminaire Bourbaki 1958/60
- Probleme de Levi, Seminaire Lelong, 1962
- Residus: de Poincare a Leray un siecle de suspense, in Geometrie complexe, Paris, 1992, Actualites Scientifique, Paris 1996, S. 295–319